# Araneus obtusatus
Araneus obtusatus este o specie de păianjeni din genul Araneus, familia Araneidae. A fost descrisă pentru prima dată de Karsch, 1891.
Este endemică în Sri Lanka. Conform Catalogue of Life specia Araneus obtusatus nu are subspecii cunoscute.